# Aantas
Aantas (em acã: Ahanta) são um subgrupo dos zemas e parte dos acãs. Habitam o Gana na região Ocidental. São sobretudo pescadores e fazendeiros. Segundo estimado em 1999, há 200 000 aantas.